# Reidar Andersen
Reidar Andersen (Norderhov, 20 aprile 1911 – Oslo, 15 dicembre 1991) è stato un saltatore con gli sci e allenatore di sci nordico norvegese, campione di salto con gli sci negli anni trenta e unico saltatore ad aver vinto per tre volte di seguito il Trofeo Holmenkollen (1936, 1937 e 1938).

## Biografia

### Carriera sciistica
Nato a Norderhov, comune in seguito accorpato a Ringerike, Andersen debuttò nel 1930 ai Mondiali di Oslo e vinse l'argento; fu portato in trionfo dai suoi connazionali. Anni dopo descrisse così l'evento: «dopo la gara, mi portarono giù in centro su una carriola. Un ragazzo di provincia come me non è in grado di ricordare tutto ciò che accadde dopo; di certo mi sembrava di non toccare più terra».
Assieme al connazionale Birger Ruud fu il dominatore della specialità per tutto il decennio. Vinse altre due medaglie d'argento ai Mondiali del 1935 e del 1937 e la medaglia di bronzo ai IV Giochi olimpici invernali di Garmisch-Partenkirchen 1936 sul trampolino Große Olympiaschanze K90.
Nel 1935 stabilì il primato mondiale di distanza con 99,5 metri in un salto di prova sul nuovo trampolino Letalnica di Planica; il giorno successivo avrebbe avuto luogo la gara nella quale ci si attendeva da Andersen un ulteriore miglioramento, che avrebbe fatto di lui il primo uomo a saltare oltre i cento metri. La Federazione sciistica della Norvegia giudicò però il nuovo trampolino troppo pericoloso e ritirò i propri atleti; il primato che superò i 100 metri fu così stabilito dall'austriaco Sepp Bradl.
Dal 1936 al 1938 vinse tre edizioni consecutive della gara di salto dal trampolino di Holmenkollen, sulla collina che domina Oslo, e negli stessi anni fu anche campione norvegese. Andersen fu celebre per il suo stile impeccabile (fu il primo atleta a ottenere il massimo punteggio per lo stile, 20, in occasione del Trofeo Holmekollen del 1938) e per l'eleganza (saltava in guanti bianchi).
Nel 1939 intraprese una tournée negli Stati Uniti d'America per promuovero lo sci, durante la quale partecipò anche a gare di slalom e discesa libera. Nel 1940 lo scoppio della Seconda guerra mondiale  interruppe la sua carriera agonistica; al termine del conflitto partecipò ancora ai Campionati nazionali del 1946, vincendo il bronzo.

### Carriera da allenatore
Dopo il ritiro fu l'allenatore dei saltatori norvegesi in occasione dei V Giochi olimpici invernali di Sankt Moritz 1948.

### Altre attività
Andersen fu uno sportivo versatile: oltre agli sport invernali, praticò calcio e atletica leggera in vari club norvegesi. Fu anche un imprenditore di successo, fondatore di un'azienda di abbigliamento sportivo specializzata nella produzione di parka.

## Palmarès

### Olimpiadi
- 1 medaglia, valida anche ai fini iridati:
  - 1 bronzo (trampolino normale a Garmisch-Partenkirchen 1936)

### Mondiali
- 3 medaglie, oltre a quella conquistata in sede olimpica e valida anche ai fini iridati:
  - 3 argenti (trampolino normale a Oslo 1930; trampolino normale a Vysoké Tatry 1935; trampolino normale a Chamonix 1937)

### Campionati norvegesi
- 4 medaglie[2]:
  - 3 ori (nel 1936; nel 1937; nel 1938)
  - 1 bronzo (nel 1946)

## Riconoscimenti
Nel 1938 venne premiato con la prestigiosa medaglia Holmenkollen, la massima onorificenza sportiva norvegese.